# Технодинамика (холдинг)
Холдинг «Технодинамика» (ранее «Авиационное оборудование») — одна из 14 интегрированных структур, входящих в состав государственной корпорации «Ростех». Доля акций ГК «Ростех» составляет 25 %+1. Холдинг «Технодинамика» включает 36 предприятий, находящихся в Москве, Уфе, Самаре, Архангельской области и др., на которых работают более 30 тыс. человек. Доля гражданской продукции составляет 35 %.
Из-за конфликта на востоке Украины, холдинг находится под международными санкциями стран Евросоюза, США и ряда других стран

## История
Холдинг «Технодинамика» (до 2015 года — «Авиационное оборудование») был создан в 2009 году для содействия разработке, производству и экспорту высокотехнологичной промышленной продукции гражданского и военного назначения.
В 2012 году в рамках холдинга создано подразделение по развитию бизнеса в сфере технического ремонта и обслуживания воздушных судов.
Группа компаний «Динамика» владельца НК Банка Виктора Григорьева в результате закрытого аукциона получила 75 % минус одна акция холдинга «Технодинамика». Сумма сделки, заключённой в начале декабря 2018 года, составила 13,8 млрд руб.

## Структура холдинга
В состав холдинга входит 34 организации, расположенных в Москве, Московской области, Уфе, Екатеринбурге, Самаре, Ульяновске, Омске, Архангельской области и других регионах России. Основная деятельность предприятий холдинга — разработка, производство и послепродажное обслуживание систем и агрегатов воздушных судов. А также холдинг производит детали и агрегаты для нефтяной и газовой промышленности, автомобилестроения, транспорта, энергетики.
| №  | Наименование организации                                                                                      | Расположение                      |
| -- | --- | --------------------------------- |
| 1  | АО «Авиаагрегат»                                                                                              | Самара                            |
| 2  | ОАО «Машиностроительный завод „Маяк“»                                                                         | Москва                            |
| 3  | ОАО «Второй Московский приборостроительный завод»                                                             | Москва                            |
| 4  | ОАО «Московский завод электромеханизмов»                                                                      | Москва                            |
| 5  | АО «Машиностроительное производственное объединение имени И. Румянцева»                                       | Москва                            |
| 6  | ОАО «Московский Машиностроительный завод „Знамя“»                                                             | Москва                            |
| 7  | ОАО «Московский машиностроительный завод „Рассвет“»                                                           | Москва                            |
| 8  | АО «НИИ парашютостроения»                                                                                     | Москва                            |
| 9  | АО «Московский конструкторско-производственный комплекс „Универсал“»                                          | Москва                            |
| 10 | АО «НИИ текстильных материалов»                                                                               | Москва                            |
| 11 | Молния (НПО)                                                                                                  | Москва                            |
| 12 | ОАО «Государственный проектно-конструкторский и научно-исследовательский институт авиационной промышленности» | Москва                            |
| 13 | АО «Солнечногорский механический завод»                                                                       | Солнечногорск, Московская область |
| 14 | АО «НПП „Респиратор“»                                                                                         | Орехово-Зуево, Московская область |
| 15 | ОАО «Балашихинский литейно-механический завод»                                                                | Балашиха, Московская область      |
| 16 | ОАО «Ленинградский северный завод»                                                                            | Санкт-Петербург                   |
| 17 | АО «Уфимское агрегатное предприятие „Гидравлика“»                                                             | Уфа, Республика Башкортостан      |
| 18 | АО «Уфимское научно-производственное предприятие „Молния“»                                                    | Уфа                               |
| 19 | ОАО «Уфимский проектно-конструкторский институт авиационной промышленности»                                   | Уфа                               |
| 20 | АО «Уфимское агрегатное производственное объединение»                                                         | Уфа                               |
| 21 | ОАО «Ульяновский государственный проектно-конструкторский и НИИ авиационной промышленности»                   | Ульяновск                         |
| 22 | ОАО «Гидроавтоматика»                                                                                         | Самара                            |
| 23 | ОАО «Агрегат»                                                                                                 | Самара                            |
| 24 | ОАО «Гидроагрегат»                                                                                            | Павлово, Нижегородская область    |
| 25 | ОАО «Электромашиностроительный завод „Вэлконт“»                                                               | Кирово-Чепецк, Кировская область  |
| 26 | ОАО «Электропривод»                                                                                           | Киров, Кировская область          |
| 27 | ОАО «Сарапульский электрогенераторный завод»                                                                  | Сарапул, Удмуртская Республика    |
| 28 | ОАО «Электроавтомат»                                                                                          | Алатырь, Чувашская Республика     |
| 29 | АО «Котласский электромеханический завод»                                                                     | Котлас, Архангельская область     |
| 30 | АО «НПП „Старт“ им. А. И. Яскина»                                                                             | Екатеринбург                      |
| 31 | ОАО по материально-техническому снабжению «Звук»                                                              | Екатеринбург                      |
| 32 | ОАО «Специальное КБ испытательных машин»                                                                      | Армавир, Краснодарский край       |
| 33 | ОАО «Иркутский НИИ авиационной технологии и организации производства»                                         | Иркутск                           |
| 34 | Каменск-Уральский литейный завод                                                                              | Каменск-Уральский                 |

В декабре 2013 года Ростех в качестве имущественного взноса передал пакеты акций 16 предприятий на сумму 8,4 млрд рублей. Таким образом уставный капитал холдинга «Технодинамика» увеличился более чем в 8 раз. В июле 2014 года холдинг получил от Госкорпорации пакеты акций ещё 10 предприятий — разработчиков и производителей авиационных систем и агрегатов для ВС гражданского и военного назначения. Стоимость переданных пакетов акций составила около 3,4 млрд рублей.
В число предприятий, акции которых были переданы Ростехом в 2013—2014 годах, вошли Научно-производственное предприятие (НПП) «Старт», завод «Авиаагрегат», НПП «Респиратор», Уфимское научно-производственное предприятие «Молния», Научно-исследовательский институт (НИИ) парашютостроения, Сарапульский электрогенераторный завод (СЭГЗ), Балашихинский литейно-механический завод (БЛМЗ), Солнечногорский механический завод, Московский машиностроительный завод «Рассвет», Московский завод электромеханизмов, завод «Вэлконт», предприятие «Агрегат», Второй московский приборостроительный завод, предприятие «Гидроавтоматика». Акции остальных предприятий будут переданы позднее.
В марте 2015 года холдинг завершил процесс ребрендинга и сменил название, став холдингом «Технодинамика».
К 2018 году «Технодинамика» планирует начало поставок комплектующих для МС-21 и «Суперджета»

## Санкции
22 декабря 2015 года «Технодинамика» внесена в санкционный список США в связи с конфликтом на востоке Украины, в 2022 году ужесточив их из-за вторжения России на Украину
19 марта 2016 года компания внесена  в санкционный список Канады
18 июня 2021 года «Технодинамика» внесена в санкционный список Украины
16 декабря 2022 года компания «Технодинамика» была внесена в санкционные списки Евросоюза как разработчик и производитель вооружения, которые использовалось Вооруженными силами РФ во время агрессивной войны России против Украины. Таким образом, по мнению Евросоюза, компания несет ответственность за материальную или финансовую поддержку действий, которые подрывали или угрожали территориальной целостности, суверенитету и независимости Украины

## Финансовые показатели
По итогам 2013 года совокупная выручка холдинга «Технодинамика» увеличилась более чем на 43 % по сравнению с предыдущим годом и превысила 20 млрд рублей, совокупная чистая прибыль выросла на 81 % (1 млрд рублей). Также в 2013 году была разработана инвестиционная программа холдинга до конца 2016 года, в рамках которой объём финансовой поддержки технического перевооружения предприятий составит более 9,5 млрд рублей.
В частности, мероприятия по модернизации производств были запущены на НПП «Старт», «Авиаагрегате», МПО имени Румянцева, УАП «Гидравлика», ММЗ «Знамя» и МКПК «Универсал».
В 2014 году холдинг «Технодинамика» нарастил консолидированную чистую прибыль до уровня 1 млрд 470 млн рублей. По сравнению с 2013 годом, в котором этот показатель был на уровне 1 млрд рублей, итоговый рост составил 46,7 %.
Выручка холдинга увеличилась до 20 млрд 763 млн рублей. В 2013 году этот показатель составлял 20 млрд 145 млн рублей. В 2013 году этот показатель составлял 15 млрд 394 млн рублей. Показатель EBITDA холдинга составил 2 млрд 800 млн рублей.
Холдинг «Технодинамика» впервые выпустил консолидированную финансовую отчётность по Международным стандартам финансовой отчётности (МСФО) по итогам 2014 года.